# Günther Nenning
Günther Nenning (né le 23 décembre 1921 à Vienne, mort le 14 mai 2006 à Waidring) est un journaliste autrichien.

## Biographie
Après la maturité au Gymnasium Stubenbastei, Nenning fait pendant la Seconde Guerre mondiale à partir de 1940 cinq années de service militaire. Après la fin de la guerre, il est capturé par l'Armée rouge et est ensuite prisonnier des États-Unis. Il est rapidement libéré à la condition qu'il ne quitte pas la zone d'occupation américaine.
À Graz, il étudie la linguistique et les sciences des religions et reçoit son doctorat en philosophie en 1949 et en sciences des religions en 1959.
Günther Nenning meurt dans la nuit du 14 mai 2006 dans sa maison du Tyrol alors qu'il est sénile et a des séquelles d'une chute. Il est enterré à Mödling.

## Carrière

### Journalisme
Alors qu'il est encore étudiant, il commence sa carrière, d'abord comme journaliste, puis comme rédacteur en chef adjoint du quotidien socialiste de Graz Neue Zeit. En 1958, il s'installe à Vienne en tant que rédacteur pour le magazine culturel FORVM. En 1959, il devient son co-éditeur.
En 1965, il prend la direction et remplace Friedrich Torberg en tant que propriétaire et rédacteur en chef. À la demande de son prédécesseur, il change le titre du magazine en NEU FORVM. Quand il publie dans ce magazine des extraits du Marquis de Sade, le ministère de l'Intérieur impose des restrictions sur la distribution du journal, tandis que Nenning dépose une plainte auprès de la Cour constitutionnelle qui considère que c'est de la censure et annule les restrictions.
En 1970, Nenning vend l'édition du magazine à une association de rédacteurs et d'employés de NEU FORVM, dont les présidents sont Trautl Brandstaller, puis Lutz Holzinger et enfin Adalbert Krims ; il donne gratuitement le titre mais à la condition qu'il reste directeur général de la maison d'édition et rédacteur en chef du journal. De 1971 à 1973, il est autorisé à organiser un référendum sur la dissolution de l'armée autrichienne, basé sur une idée de Wilfried Daim, porté exclusivement par FORVM, qui n'est pas vraiment soutenu à la suite des mouvements de 1968 relativement faibles en Autriche. En 1973, il fonde un magazine pour la jeunesse, Neue Freie Presse, qu'il doit abandonner en 1975 en raison de problèmes juridiques et financiers. Au début des années 1970, il est chroniqueur, notamment pour profil et Kronen Zeitung.
Dans FORVM sont publiés sous la direction de Nenning, entre autres, des articles d'Elias Canetti, Simone de Beauvoir et Herbert Marcuse. À l'époque, Günther Nenning collabore avec Trautl Brandstaller, Ilse Maria Aschner, Adalbert Krims, Lutz Holzinger, Wilhelm Zobl, Paul Kruntorad, Heidi Pataki, Friedrich Geyrhofer, Michael Siegert et Gerhard Oberschlick, qui acquiert le magazine en 1986 et le continue jusqu'en 1995.
Après avoir rejoint le groupe socialiste de la Confédération autrichienne des syndicats, il est élu en 1960 président de la section syndicale des journalistes et vice-président de l'Union des arts, des médias et des professions libérales. En raison d'allégations selon lesquelles il envisage de créer son propre syndicat des médias, il est expulsé de la Confédération en 1985. Nenning cependant soupçonne que la raison réelle de son exclusion est son engagement contre la construction de la centrale électrique sur le Danube et l'occupation du Hainburger Au. Des centaines de journalistes signent une pétition en protestation contre l'ÖGB. En 1990, il est complètement réhabilité. En 2000, Nenning est honoré pour ses 50 ans d'adhésion.
En 1977, Nenning fonde avec Wolf In der Maur le Club des journalistes autrichiens.

### Politique
Nenning se décrit comme un « noir brillant-rouge-vert ». En 1964, il prend part aux protestations contre la réforme des médias autrichiens, au début des années 1970 dans les manifestations contre la guerre du Vietnam et en 1978 dans les manifestations contre la centrale nucléaire de Zwentendorf. En mai 1969, il fonde la Société austro-cubaine et est, de 1969 à 1975, son premier président.
En 1984, il joue un rôle de premier plan dans les protestations contre la centrale sur le Danube prévue près de Hainburg et dans l'occupation du Hainburger Au. Nenning est l'un des participants à la conférence de presse des animaux, apparaissant comme un cerf rouge, avec un bois de cerf sur sa tête ; il en conservera un surnom. Nenning est l'un des mentors des Verts autrichiens dans leur phase de fondation. Ses actions préparatoires pour la fondation du Parti Vert et la critique motivée par l'écologie des socialistes du Conseil national conduisent en 1985 à son exclusion du Parti social-démocrate d'Autriche. Un mois plus tard, Nenning rejoint le Parti socialiste suisse.
Il milite pour les droits des femmes et se dit « féministe convaincu ». Nenning se décrit de nationalité autrichienne et de culture allemande, comme tous les Autrichiens.
La dernière partie de sa vie politique est les chroniques pour Kronen Zeitung, dans lequel il a une ligne populiste critique, écologique et nationale. Il s'oriente de plus en plus vers le monarchisme (dans une sensibilité socialiste) et l'opposition à l'Union Européenne.

### Édition et télévision
Günther Nenning est un auteur prolifique. En 1973, il publie une vaste biographie de Carl Grünberg. Il réalise également deux téléfilms et un documentaire pour la télévision autrichienne. Au Volkstheater de Vienne, il est sur scène l'empereur François-Joseph. Entre autres émissions, Nenning anime sur ORF Club 2, après 3 nach 9. Pour ce programme, où Nenning est l'animateur et le modérateur au début des années 1980, il met face à face en 1984, la féministe Gerlinde Schilcher et le proxénète Karl-Heinz Germersdorf et laisse la discussion être houleuse : Schilcher insulte et gifle Germersdorf, jette du vin sur la chemise et quitte le studio en jurant bruyamment.
Quand l'ORF rejette sa proposition de recevoir le président du parti d'extrême droite Les Républicains, Franz Schönhuber, un ancien Waffen-SS, Nenning organise une émission similaire pour Spiegel TV le 24 mars 1988. La veille, Nenning, comme si souvent dans sa manière bien connue de déclarations provocatrices, s'exprime : « La nation est bonne, le socialisme est bon. Pourquoi alors le national-socialisme devrait-il être mauvais ? ». Deux ans plus tard, il reprend cette idée, mais il précise qu'il est antifasciste.
Pour l'année jubilaire de la République d'Autriche en 2005, il publie une collection de 21 volumes avec des textes d'auteurs autrichiens depuis 1945. Mais une cinquante d'auteurs comme Friedrich Achleitner, Ilse Aichinger, Elfriede Jelinek, Gerhard Roth, Michael Scharang ou Marlene Streeruwitz refusent d'être publiés par Nenning.